# Sultana Khaya
Sultana Sidi Brahim Khaya (en árabe: سلطانة خيا‎) es una activista saharaui a favor de los Derechos Humanos y defensora del derecho a la autodeterminación y la independencia del Sáhara Occidental.

## Trayectoria
En febrero de 2021, el diplomático marroquí Omar Hilale, por medio de una carta dirigida a la Organización de las Naciones Unidas (ONU) en nombre de Marruecos, denunció a Sultana Khaya como «partidaria de la violencia» y por utilizar "los derechos humanos con fines políticos". Alegaron que el Frente Polisario había falseado informes sobre enfrentamiento armados y violaciones de los derechos humanos contra el pueblo saharaui. Le acusó además de incitación a la violencia en colaboración con los medios estatales argelinos.
Las autoridades marroquíes han mantenido a Khaya bajo arresto domiciliario de facto desde noviembre de 2020. Ha sido atacada en repetidas ocasiones, sufriendo agresiones sexuales y asaltos a su casa. El 15 de noviembre de 2021, las fuerzas de seguridad marroquíes, vestidas de paisano, irrumpieron en casa de Khaya, la violaron y agredieron sexualmente a sus hermanas ya su madre, según informó Amnistía Internacional.